# Müggelsee
Müggelsee, også kaldet Großer Müggelsee, er med sit overfladeareal på 7,4 km² den største sø i Tysklands hovedstad, Berlin. 
Müggelsee, der er 4,3 km lang, 2,6 km bred og op til 8 m dyb, er beliggende i den sydøstlige bydel Treptow-Köpenick. Den blev dannet under den pleistocæne periode. Spree løber gennem søen. En del af byens drikkevand stammer fra søen.
Müggelsee er et berømt udflugtsmål for berlinerne, og der findes derfor flere restauranter ved søbredden.
Oprindelsen til søens navn er ukendt, men den er første gang nævnt i 1394.
52°26′N 13°39′Ø / 52.433°N 13.650°Ø